# Гегемонія
Гегемо́нія (грец. ηγεμονία — провід, керівництво) — провідна роль якоїсь держави, міста у відносинах з іншими (наприклад, Афін чи Спарти серед грецьких міст); — або ж провідна роль якоїсь верстви населення в управлінні державою (наприклад, аристократії).
Гегемо́нія — провідна роль, перевага в силі, впливі, керівництві.

## Походження терміна
Гегемон, або ігемон (грец. Ἡγεμών  — ватажок, провідник, лідер, керівник, наставник) — особа, держава чи суспільний клас, здійснюють гегемонію. Історично термін використовувався для звання керівника або воєначальника, намісника, інколи так називали імператора.
Так, на Другому Коринфському конгресі Александр Македонський був проголошений гегемоном Коринфського союзу. У Новому Заповіті прокуратора Юдеї Понтія Пілата називають титулом «гегемон» (ігемон).
Прикладом гегемона може бути провідна провінція у федерації (Королівство Пруссія у Німецькій імперії) або людини в установі (Наполеон у Французькому консулаті).

## Теорія гегемонії в міжнародних відносинах
(грец. ήγεμονία — керівництво, головування) — статусна характеристика міжнародного актора, який відіграє домінуючу роль в системі міжнародних відносин. Поява гегемона у системі міжнар. відносин є наслідком нерівності розподілу влади між міжнар. акторами, який спонукає найпотужніших із них до встановлення, підтримання та захисту свого політ. домінування в системі. Теорет. обґрунтування феномен Г. м. знайшов у концепції гегемонічної стабільності (див.: Стабільність міжнародна), відповідно до якої оптимальну відкриту модель світової економіки, яка була б вільна від протекціонізму, здатна забезпечити лише держава-гегемон, встановлюючи формальні та неформальні норми й процедури та дбаючи про їх виконання рештою держав світу. Т. ч., ця д-ва, суб'єктивно переслідуючи власні інтереси, об'єктивно створює засади глобального соц.-екон. устрою, що відповідає базисним інтересам усіх міжнар. акторів — мати стабільність та впорядкованість у міжнар. відносинах. Окремим випадком гегемонії є таке домінування, що здійснюється не однією д-вою, а групою провідних д-ав, які разом створюють колективного гегемона та перетворюються на центр світової системи. 
Вперше цю теорію почав розробляти Макіавеллі. Вона виражається в тому, що для створення держави потрібна гегемонія одного правителя, що буде боротись проти гегемонії інших правителів (як в середині держави, так і в цілій Європі).
Наступним розробником цієї теорії був Антоніо Грамші. Він вважав, що майбутнє Європи та світу буде формуватися завдяки Інтернаціоналу. Тобто у Європі має панувати пролетаріат, що керується взаємними інтересами. Так уникнемо міжнародних воєн в Європі та й згодом у світі.
Роберт У. Кокс продовжив розробляти теорію гегемонії в міжнародних відносинах.
При застосуванні концепції гегемонії у світовому порядку, стає важливим визначити, коли період гегемонії починається і коли закінчується. Період, в якому світова гегемонія була створена можна назвати гегемоністські і той, в якому переважає панування без гегемонії, не гегемоністські. Ілюструючи це, Кокс розглядає минуле століття і половину нинішнього, розділені на чотири різних періоди, 1845—1875,1875-1945,1945-1965 і з 1965 по теперішній час.
Перший період (1845-75) був гегемоністський: існувала світова економіка Великої Британії як центр. Британія тримала баланс сил в Європі, тим самим запобігаючи будь-яким викликам гегемонії від сил континентальних держав. Британія була вищою силою в морі і мала потенціал для забезпечення дотримання підпорядкування периферійних країн правилам ринку.
У другому періоді (1875—1945), всі ці функції були скасовані і втрачені. Країни оскаржували британське панування. Баланс сил у Європі став нестабільним.
В історії настав негегемоністичний період. У третьому періоді, після Другої світової війни (1945-65), Сполучені Штати Америки заснували новий гегемоністські світовий порядок з базовою структурою, аналогічною владі Великої Британії в середині дев'ятнадцятого століття, але з інститутами та доктринами, які привели до більш складної світової економіки, та національним товариством, більш чутливим до політичних наслідків економічних криз.
Але з кінця 1960-х років до початку 1970-х років стало очевидно, що такий американський світовий порядок вже перестає бути дієвим і ефективним.
Виходить, що історично, щоб стати гегемоністською, держава повинна створити і захистити світопорядок, який був би універсальним, тобто не порядок, в якому одна держава безпосередньо експлуатує інших, але порядок, при якому більшість держав (або, принаймні ті, що перебувають у межах досяжності від гегемонії) можуть знайти інтереси, сумісні зі своїми інтересами.
Світове панування, таким чином, це початково зовнішня експансія внутрішньої (національної) гегемонії, встановленої панівним соціальним класом.
Гегемонія на міжнародному рівні, таким чином, не просто порядок між державами. Це порядок у світовій економіці з домінуючим способом виробництва, який проникає в усі країни і пов'язує інші підлеглі цьому способи виробництва. Крім того, це ще й комплекс міжнародних соціальних відносин, що пов'язують соціальні класи в різних країнах. Всесвітня гегемонія описується як соціальна структура, економічна і політична структури. Вона не може існувати, коли функціонує або переважає лише одна складова. Гегемонія — це взаємодія всіх трьох структур разом. Тільки в такому випадку можлива всесвітня гегемонія.
Світова гегемонія, крім того, виражається в універсальних нормах, інститутах і механізмах, які встановлюють загальні правила поведінки для держав і для тих сил цивільного суспільства, які діють за межами національних кордонів — правила, які підтримуються панівним способом виробництва.
Одним з механізмів, через які виражені універсальні норми світової гегемонії, є міжнародна організація. Міжнародна організація функціонує як процес, за допомогою якого розроблені інститути гегемонії та ідеології.
Міжнародна організація функціонує як процес, за допомогою якого розвиваються інститути гегемонії та ідеології.
Деякі з особливостей міжнародних організацій, які виявляють свою роль гегемона:
1. Організації включають загальні правила, які сприяють розширенню гегемонистского світового порядку.
2. Вони самі є продуктом такого світового порядку.
3. Вони ідеологічно узаконюють норми світового порядку.
4. Вони кооптували еліти периферійних країн.
5. Вони поглинають контргегемоністскі ідеї.